# Claudius Armbruster
Claudius Armbruster (* 6. Mai 1952 in Lörrach) ist ein deutscher Romanist. Er war bis Februar 2018 Professor für iberoamerikanische und iberische Literatur- und Medienwissenschaften an der Universität zu Köln und dort Leiter des Portugiesisch-Brasilianischen Instituts und Direktor des Zentrums Portugiesischsprachige Welt.

## Leben und Karriere
Claudius Armbruster studierte Romanistik, Germanistik, Philosophie und Sozialwissenschaften an der Johann Wolfgang Goethe-Universität in Frankfurt am Main, Universidad Autónoma de México (UNAM) und Université de Provence (Aix-Marseille) und war Stipendiat der Studienstiftung des deutschen Volkes. Nach dem ersten Staatsexamen in Französisch, Spanisch, Deutsch und Sozialkunde war er Unterrichtsbeauftragter an der Johann Wolfgang Goethe-Universität in Frankfurt.
Nach der Tätigkeit als DAAD-Lektor in Nancy/Frankreich absolvierte er das zweite Staatsexamen mit Auszeichnung und promovierte mit einer Arbeit über Das Werk Alejo Carpentiers (1982). Er war anschließend als DAAD-Lektor und Gastprofessor an der Bundesuniversität von Pernambuco in Recife/Brasilien tätig und Leiter des dortigen deutsch-brasilianischen Kulturinstituts. Ab 1988 war er zunächst als Studienrat und dann als Hochschuldozent (C2) am Romanischen Seminar der Johann Wolfgang Goethe-Universität tätig, wo er 1997 mit einer Arbeit über Das Werk Jorge Amados – Brasilianische Literatur im Zeichen ethnischer, kultureller und narrativer Synthese habilitierte.
1997 lehrte und forschte er an der Johann Wolfgang Goethe-Universität in Frankfurt am Main und an der Universität zu Köln, wo er ab 1998 Professor für iberoamerikanische und iberische Literatur- und Medienwissenschaften war. Dort war er der Leiter des Portugiesisch-Brasilianischen Instituts der Universität zu Köln und Direktor des Zentrums Portugiesischsprachige Welt (ZPW), Institut an derselben Einrichtung. Von 2003 bis 2009 war Armbruster Präsident und von 2009 bis 2011 Vizepräsident des Deutschen Lusitanistenverbandes, bei dessen Tagungen er 2003, 2005 und 2007 jeweils eine Sektion leitete. Seit 2008 gibt er die Schriftenreihe Studien zur portugiesischsprachigen Welt (bis 2006 ABP Afrika-Asien-Brasilien-Portugal – Zeitschrift für die portugiesischsprachige Welt) heraus.